# Charlie Patino
Charlie Patiño, né le 17 octobre 2003 à Watford, est un footballeur anglais qui évolue au poste de milieu de terrain au Deportivo La Corogne en Liga HyperMotion.

## Biographie

### Carrière en club
Né à Watford, Patiño a commencé sa carrière au St Albans City, avant de rejoindre Luton Town à l'âge de sept ans,,. À seulement 11 ans, il part à Arsenal,, où il s'illustre comme un des joueurs les plus prometteurs du centre de formation londonien,.
Patiño fait ses débuts seniors pour Arsenal le 21 décembre 2021, remplaçant Emile Smith Rowe lors d'une victoire 5-1 en quart de finale de l'EFL CUP contre Sunderland, marquant le dernier but du match à la fin de la seconde mi-temps, juste après être entré en jeu,.
Le 3 août 2022, Patiño est prêté à Blackpool pour toute la saison 2022-2023, dont il devient rapidement un élément central en Championship,,.
Le 11 août 2023, Patiño est prêté à Swansea pour toute la saison 2023-2024.
Le 26 août 2024, Patiño rejoint le Deportivo La Corogne en Liga HyperMotion, pour un montant de 1,2M€. Il signe un contrat courant jusqu'en juin 2028.

### Carrière en sélection
Patiño est international anglais en équipe de jeunes, ayant connu presque toutes les sélections à partir des moins de 15 ans,. Il reste cependant éligible pour jouer avec l'équipe d'Espagne, son père étant titulaire d'un passeport espagnol. La fédération espagnole aurait ainsi pris contact avec le joueur pour le faire changer d'allégeance,,.